# S&P 40 América Latina
O S&P 40  Latin America é um índice do mercado de ações da Standard & Poor's. Ele rastreia ações latino-americanas. O S&P 40 Latin America é um dos sete principais índices que compõem o S&P Global 1200 e inclui títulos altamente líquidos de setores econômicos dos mercados de ações mexicano e sul-americano. Empresas do Brasil, Chile, Colômbia, México e Peru estão representadas neste índice. Representando aproximadamente 70% da capitalização de mercado de cada país, este índice oferece cobertura dos constituintes líquidos de grande capitalização da América Latina.
Em 2010, a S&P Latin America 40 consistia em quarenta empresas com uma capitalização de mercado de US$ 450,07 bilhões. Existe um ETF acompanhando este índice (NYSE Arca).

## Empresas constituintes
Desde 20 de janeiro de  2022, quem compõe o S&P Latin America 40:
| Companhia                          | Ação                  | GICS | Indústria                     | País     |
| ---------------------------------- | --------------------- | ---- | ----------------------------- | -------- |
| AmBev                              | NYSE: ABEV            | 30   | Bebidas                       | Brasil   |
| América Móvil                      | BMV: AMX L            | 50   | Telecomunicações              | Mexico   |
| B3                                 | B3: B3SA3             | 40   | Bolsa de valores              | Brasil   |
| Banco Bradesco                     | NYSE: BBD             | 40   | Banco                         | Brasil   |
| Banco Santander Chile              | NYSE: BSAC            | 40   | Banco                         | Chile    |
| Banco de Chile                     | BCS                   | 40   | Banco                         | Chile    |
| Banco do Brasil                    | B3: BBAS3             | 40   | Banco                         | Brasil   |
| Bancolombia                        | NYSE: CIB             | 40   | Banco                         | Colombia |
| BRF S.A.                           | NYSE: BRFS            | 30   | Alimentação                   | Brasil   |
| CCR S.A.                           | B3: CCRO3             | 20   | Transporte                    | Brasil   |
| Cemex                              | BMV: CEMEX CPO        | 15   | Cimento                       | Mexico   |
| Cencosud                           | BCS                   | 30   | Varejo                        | Chile    |
| Credicorp                          | NYSE: BAP             | 40   | Banco                         | Peru     |
| Ecopetrol                          | NYSE: EC              | 10   | Petróleo                      | Colombia |
| Empresas CMPC                      | BCS                   | 15   | Papel                         | Chile    |
| Empresas Copec                     | BCS                   | 10   | Energia                       | Chile    |
| Enel Américas                      | NYSE: ENIA            | 55   | Serviços de utilidade pública | Chile    |
| Fomento Económico Mexicano (FEMSA) | BMV: FEMSA UBD        | 30   | Bebidas                       | Mexico   |
| Fibra Uno                          | BMV: FUNO 11          | 60   | Imobiliária                   | Mexico   |
| Gerdau                             | NYSE: GGB             | 15   | Aço                           | Brasil   |
| Grupo Financiero Banorte           | BMV: GFNORTE O        | 40   | Banco                         | Mexico   |
| Grupo México                       | BMV: GMEXICO B        | 15   | Mineração                     | Mexico   |
| Grupo Televisa                     | BMV: TLEVISA CPO      | 25   | Midia                         | Mexico   |
| Interconexión Eléctrica            | BVC                   | 55   | Serviços de utilidade pública | Colombia |
| Itaú Unibanco                      | NYSE: ITUB            | 40   | Banco                         | Brasil   |
| Itaúsa Investimentos Itau          | B3: ITSA4             | 40   | Banco                         | Brasil   |
| Localiza Rent A Car                | B3: RENT3             | 20   | Aluguel de veículos           | Brasil   |
| Lojas Renner                       | B3: LREN3             | 25   | Varejo                        | Brasil   |
| Magazine Luiza                     | B3: MGLU3             | 25   | Varejo                        | Brasil   |
| Natura & Co                        | B3: NTCO3             | 30   | Cosméticos                    | Brasil   |
| PagSeguro                          | NYSE: PAGS            | 45   | Pagamento móvel               | Brasil   |
| Petrobras                          | NYSE: PBR NYSE: PBR.A | 10   | Petróleo                      | Brasil   |
| Rede D'Or São Luiz                 | B3: RDOR3             | 35   | Assistência médica            | Brasil   |
| S.A.C.I. Falabella                 | BCS                   | 25   | Varejo                        | Chile    |
| Sociedad Química y Minera de Chile | NYSE: SQM             | 15   | Agroquímico                   | Chile    |
| Southern Copper Corp.              | NYSE: SCCO            | 15   | Mineração                     | Peru     |
| Stone Pagamentos                   | NYSE: STNE            | 45   | Pagamento móvel               | Brasil   |
| Vale                               | NYSE: VALE.P          | 15   | Mineração                     | Brasil   |
| Wal-Mart de México                 | BMV: WALMEX*          | 30   | Varejo                        | Mexico   |
| WEG S.A.                           | B3: WEGE3             | 20   | Engenharia industrial         | Brasil   |

## Cobertura do país
Desde 20 de janeiro de  2022, a cobertura do país é a seguinte:
| País     | Nº de empresas | Peso do país |
| -------- | -------------- | ------------ |
| Brasil   | 20             | 60,0%        |
| México   | 8              | 27,7%        |
| Chile    | 8              | 6,4%         |
| Peru     | 2              | 3,4%         |
| Colômbia | 3              | 2,4%         |
| Total    | 40             | 100,0%       |